# Redwood City
Redwood City es una ciudad urbana y suburbana en la península de San Francisco en el área de la bahía de San Francisco, California.
La Sede del condado de San Mateo, en 2007 tenía una población de 81.522 habitantes y se preveía una población superior a 82.000 habitantes para 2008. 
Tiene el único puerto profundo en el sur de la bahía de San Francisco. 
La calle principal de la ciudad se le conoce como Broadway, aunque también tiene la calle Main, la cual cruza con Broadway. En Broadway, en las entradas occidentales y del este de la ciudad céntrica, hay 2 arcos sobre el camino blasonado con el lema de la ciudad, "Climate Best by Government Test". Ya que las partes centro (gran concentración hispana), este (casi en su totalidad) y noreste (totalmente hispana) de la ciudad de Redwood City forma parte de un gran núcleo densamente poblado de gente latina junto con las ciudades adyacentes de North Fair Oaks, East Palo Alto y la parte norte de la ciudad de Menlo Park, se le llama coloquialmente a esta parte etnográfica Little México. Es también una ciudad satélite entre San Francisco y San José.

## Geografía
Según la oficina de censo de Estados Unidos, la ciudad tiene un área total de 89.5 kilómetros (² de 34.6 millas). 50.5 kilómetros(² de 19.5 millas) de tierra y 39.1 kilómetros de ² (² de 15.1 millas) (43.66%) es agua. La esfera urbana de Redwood City incluye los distritos o ciudades de Emerald Lake Hills, Woodside, Atherton, North Fair Oaks y West Menlo Park, que sin embargo están en gran parte fuera de los límites de la ciudad y se cuentan individualmente para el censo de los EE. UU. La Comunidad de Redwood Shores es parte de la ciudad de Redwood City, aunque no es posible viajar directamente a Redwood Shores, debe pasar a través de la ciudad vecina de San Carlos. Aunque Redwood City es principalmente clase media superior, la sección del este de Redwood City se asemeja altamente a las ciudades vecinas de North Fair Oaks, East Palo Alto y la parte del noroeste de Menlo Park tanto en la demografía como en el nivel de los ingresos siendo una de las ciudades del norte de California con gran población de Hispanos y Latinos. El Camino Real de California, una avenida que corre del noroeste/al sureste. Woodside, una avenida que corre del norte-noreste/ al sur-sudoeste, funcionan a través de Redwood City siendo las principales arterias. Localmente, El Camino Real (California) conecta la ciudad de Redwood City con las ciudades de San Francisco y San José y la avenida de Woodside funciona del este de la bahía de San Francisco hasta las montañas de Santa Cruz. Fue una de las principales ciudades afectadas en el gran terremoto de San Francisco de 1906 tales como Santa Rosa y San José.

## Demografía
Basado en el censo del 2007, había 81.522 personas, 29.160 casas, y 19.712 familias que residían en la ciudad. La densidad demográfica era del 1,494.5/km (² 3,871.3/mi). Había 28.921 unidades de domicilio en una densidad media de 573.2/km (² 1,484.8/mi). La división racial de la ciudad era 39.14% blancos, 9.96% afroamericanos, 4.82% americanos nativos, 7.80% asiáticos, 5.37% isleños pacíficos, 14.55% de otras razas, y 8.40% a partir de dos o más razas. Hispanos o Latinos de cualquier raza era 51.98% de la población. Se cree que la población en total supere los 87.000 habitantes, ya que el gran boom de inmigrantes ilegales sobre todo de México y Centroamérica, un poco receso de Sudamérica y Asia que también se nota y la densidad de población sería mucho mayor ya que muchos viven en establecimientos mal organizados ilegalmente como en los garajes y salas provisionales. La población alcanzaría entre 2007 y 2008 un 47% de población Hispana o Latina, un 9% de población Afroamericana y un descenso al 41% en la población Blanca y 8% en la población Asiática también es una de las principales ciudades de influencia Hispana y grande en el norte de California.

## Datos sociales
Según el censo del Silicon Valley, Redwood City es la ciudad con más empleos tanto de tecnología, de educación y domésticos, gracias a la cercanía de unas de las ciudades muy afluentes de Estados Unidos como Woodside, Emerald Lake Hills y Atherton, en el valle mencionado lo cual hace una población entre 190.000 y 230.000 en el día y los días entre semana laborales haciéndola un gran río de tránsito y de público peatonal durante todas las horas. Eventos como el desfile del 4 de julio Día de la Independencia, Navidad, la fiesta local de Mont Carmel y las fiestas callejeras del 5 de mayo, North Fair Oaks Festival y el 15 de septiembre en los Barrios de Middlefield, Fair Oaks y Ampex [el corazón hispano de la ciudad] atraen a más de 370.000 personas durante dichos eventos.

### Curiosidades
La ciudad es famosa por tener tantas fiestas de fin de semana al estilo México, D. F. El centro de la ciudad es un pequeño Broadway Nueva York durante eventos en el día y por la noche, el teatro little fox ha atraído a tantos artistas importantes y shows muy especiales. El parque de Red Morton era usado por el gran equipo de los 49's de San Francisco.

## Crimen y bandas juveniles
La ciudad de Redwood City también es conocida por sus altos índices de criminalidad, particularmente homicidios y problemas derivados de las bandas .
En la zona operan los Sureños y sus fieros rivales los Norteños. Bloodwood City es el topónimo coloquial utilizado por los miembros de la cuadrilla de los norteños, que alude al color rojo con el que predominantemente se visten, mientras que sus rivales los Sureños usan el término Bluewood City para referirse a la ciudad, juego de palabras para incluir el color azul, que es el color que identifica a esta pandilla.
El ambiente esta tan caldeado que algunas escuelas de Redwood City prohíben terminantemente usar ropa de color azul o roja, pudiendo el estudiante que infringe esta norma ser suspendido o incluso expulsado definitivamente de la escuela, lo que le causaría gravísimos problemas, ya que probablemente quedaría reflejado en su expediente y cualquier otra escuela de la zona le denegaría la admisión.

## Educación
El Distrito Escolar de Redwood City gestiona escuelas primarias y medias públicas en la ciudad.

## Comunidades y barrios
La Ciudad de Redwood City reconoce 15 importantes comunidades (communities) tanto por los locales como la alcaldía:
| - Centennial - Edgewood Park - Farm Hill - Friendly Acres - Harbor - Heller - Marina Park - Oak Knoll | - Palm Park - Redwood Oaks - Redwood Village - Redwood Shores - Roosevelt - Stambaugh - Woodside Plaza |

También reconoce 25 barrios (neighborhoods):
| - Ampex - Argüello - Arlington (Redwood) - Bair Island - Canyon - Central - College A - College B - Dolphin | - Downtown (Redwood) - Eagle Hill - Emerald Hills - Fair Oaks - Greco Island - Lido - Marine - Marlín - Middlefield | - Oakwood - Palm - Selby - Sequoia (Secoya) - Shearwater - Steinberger - Westport |

## Galería

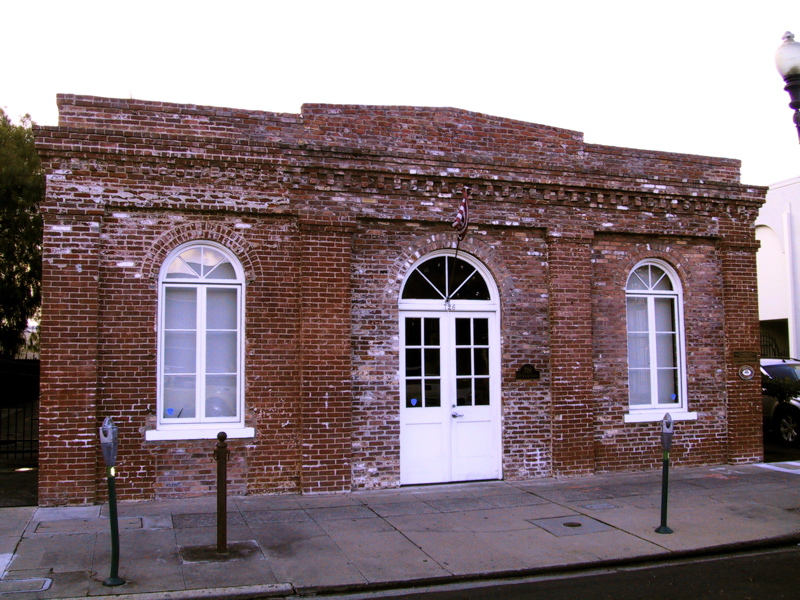
Una tienda Pionera sobre la calle Main.
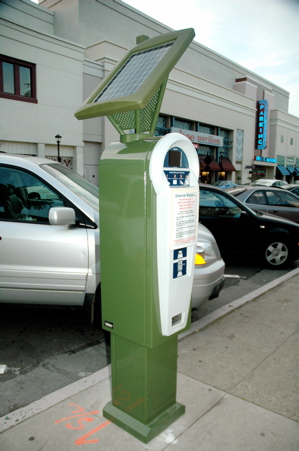
Estacionamiento de Sistema Solar Sobre la avenida Jefferson.
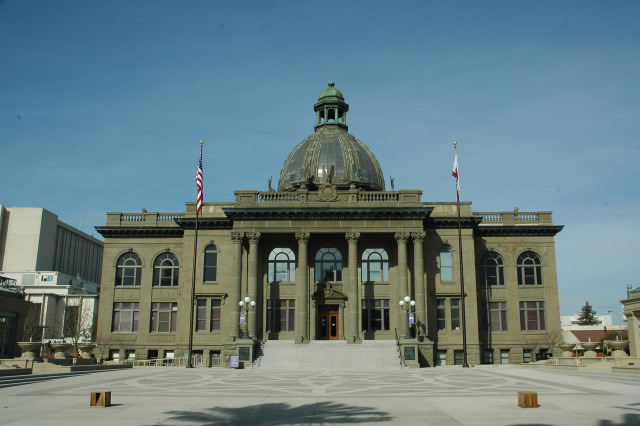
La histórica corte, construida en 1910 y renovada en el 2006.